# Łęg jesionowo-olszowy
Łęg jesionowo-olszowy (Fraxino-Alnetum) – zespół leśny należący do lasów wilgotnych, kształtujący się w lekko zabagnionych dolinach cieków. Wyróżnia się współwystępowaniem gatunków charakterystycznych dla żyznych lasów liściastych z klasy Querco-Fagetea, lasów bagiennych z klasy Alnetea glutinosae), szuwarowych i łąkowych. Warstwę drzew tworzą olsza czarna (zwykle dominująca) oraz jesion wyniosły.
W zbiorowisku tym występują też w warstwie drzew i podszytu: klon zwyczajny, grab pospolity, czeremcha zwyczajna i wiąz górski. W warstwie runa liczne są: pokrzywa zwyczajna, wiązówka błotna, ostrożeń warzywny, świerząbek orzęsiony, turzyca odległokłosa, niecierpek pospolity, tojeść pospolita, wietlica samicza, bodziszek cuchnący, kuklik zwisły, jasnota plamista, jaskier rozłogowy, śledziennica skrętolistna, rzeżucha gorzka, chmiel zwyczajny. Gleby tego zbiorowiska charakteryzują się odczynem obojętnym i dużą żyznością, to gleby mułowo-glejowe. Zbiorowisko występuje na glebach mokrych, w dolinach wolno płynących cieków wodnych.